# Tisserin palmiste
Ploceus bojeri
Espèce
Statut de conservation UICN

 LC  : Préoccupation mineure

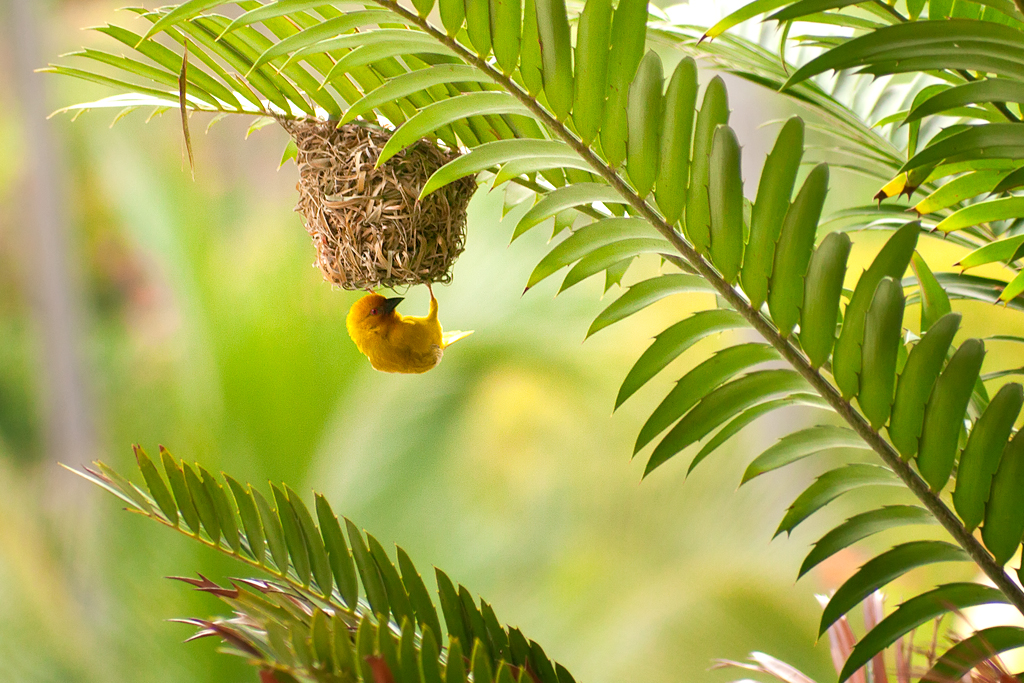
Individu accroché à son nid

Le Tisserin palmiste (Ploceus bojeri) est une espèce de passereaux, de la famille des Plocéidés.